# Witold Wojtkiewicz

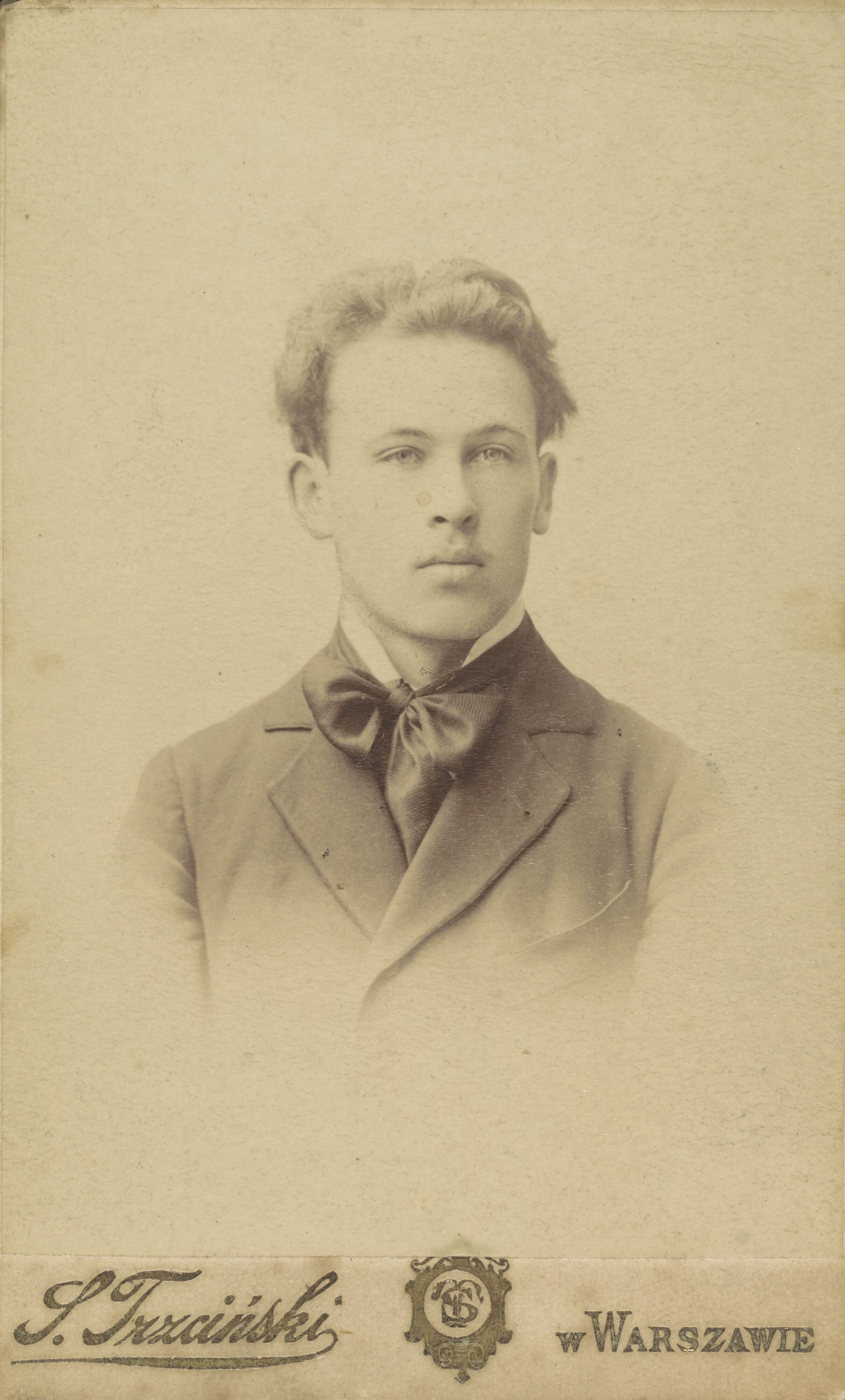
Fotografia z ok. 1898

Witold Wojtkiewicz (ur. 29 grudnia 1879 w Warszawie, zm. 14 czerwca 1909 tamże) – polski malarz, rysownik i grafik okresu Młodej Polski. Przedstawiciel symbolizmu i wczesnego ekspresjonizmu, przez niektórych uznawany za prekursora surrealizmu.

## Życiorys
Pochodził z rodziny urzędniczej – ojciec, Stanisław Wojtkiewicz był głównym kasjerem w Banku Handlowym i nie akceptował artystycznych aspiracji syna, matka zaś, Aniela z domu Święcicka, zajmowała się wychowywaniem jedenaściorga dzieci.
Studiował w warszawskiej Szkole Rysunkowej i w latach 1903–1904 w krakowskiej Akademii Sztuk Pięknych, gdzie był uczniem Leona Wyczółkowskiego. Próbował również w roku 1902 podjąć studia na Akademii Petersburskiej, skąd jednak, jak sam napisał, po ośmiu dniach uciekł. Był świadkiem demonstracji robotniczych w Warszawie w roku 1905, czego dał wyraz w cyklu rysunków (między innymi Manifestacja uliczna, Katorżnicy, Jutrzenka swobody, Na wiec).
W roku 1905 wstąpił do Grupy Pięciu (Grupy Norwid), do której należeli także: Leopold Gottlieb, Wlastimil Hofman, Mieczysław Jakimowicz oraz Jan Rembowski. Współpracował z krakowskim tygodnikiem „Liberum Veto” jako ilustrator w latach 1903–1904. Od roku 1908 należał do Towarzystwa Artystów Polskich „Sztuka”. Prace swe wystawiał w Krakowie, Warszawie, Lwowie i Wiedniu. Współpracował także z krakowskim kabaretem „Zielony Balonik”, dla którego stworzył cykl akwarel i rysunków, które do dziś zdobią ściany kawiarni „Jama Michalika”, a także projektował zaproszenia. Przyjaźnił się między innymi z Tadeuszem Boy-Żeleńskim i pisarzem Romanem Jaworskim, do którego cyklu opowiadań Historie maniaków stworzył ilustracje (między innymi rysunek Cukiernia ciast trujących). Twórczość plastyczna Wojtkiewicza i literacka Jaworskiego oddziaływały na siebie wzajemnie. Wojtkiewicz projektował także winiety do książek wraz z liternictwem, a także kartki pocztowe. Wraz z między innymi Karolem Fryczem i Kazimierzem Sichulskim opublikował litografie pod tytułem Teka Melpomeny, przedstawiające syntetyczne portrety aktorów Teatru Miejskiego w Krakowie.
Uczestniczył w tworzeniu oprawy plastycznej dla „Zielonego Balonika”.
Poza działalnością malarską Wojtkiewicz uprawiał także działalność literacką, pisząc pod pseudonimem Witwoj satyryczne teksty dla czasopisma „Kolce”. Na wystawie w 1906 w Berlinie prace artysty zwróciły uwagę i zachwyciły Maurice’a Denisa oraz André Gide’a. Gide, dla którego twórczość Wojtkiewicza była emanacją duszy polskiej, w 1907 zorganizował indywidualną wystawę artysty w Galerie Druet w Paryżu oraz napisał wstęp do jej katalogu. Późna twórczość Wojtkiewicza naznaczona jest piętnem cierpienia, spowodowanego wrodzoną nieuleczalną wadą serca, która położyła kres jego życiu w wieku zaledwie 29 lat. Wojtkiewicz prowadził także dziennik – kronikę swojego życia – niedostępny dla potomnych, został on przez matkę Wojtkiewicza złożony wraz z jego ciałem w trumnie. Pochowany został na cmentarzu Powązkowskim (kwatera 71-1-1).

## Twórczość

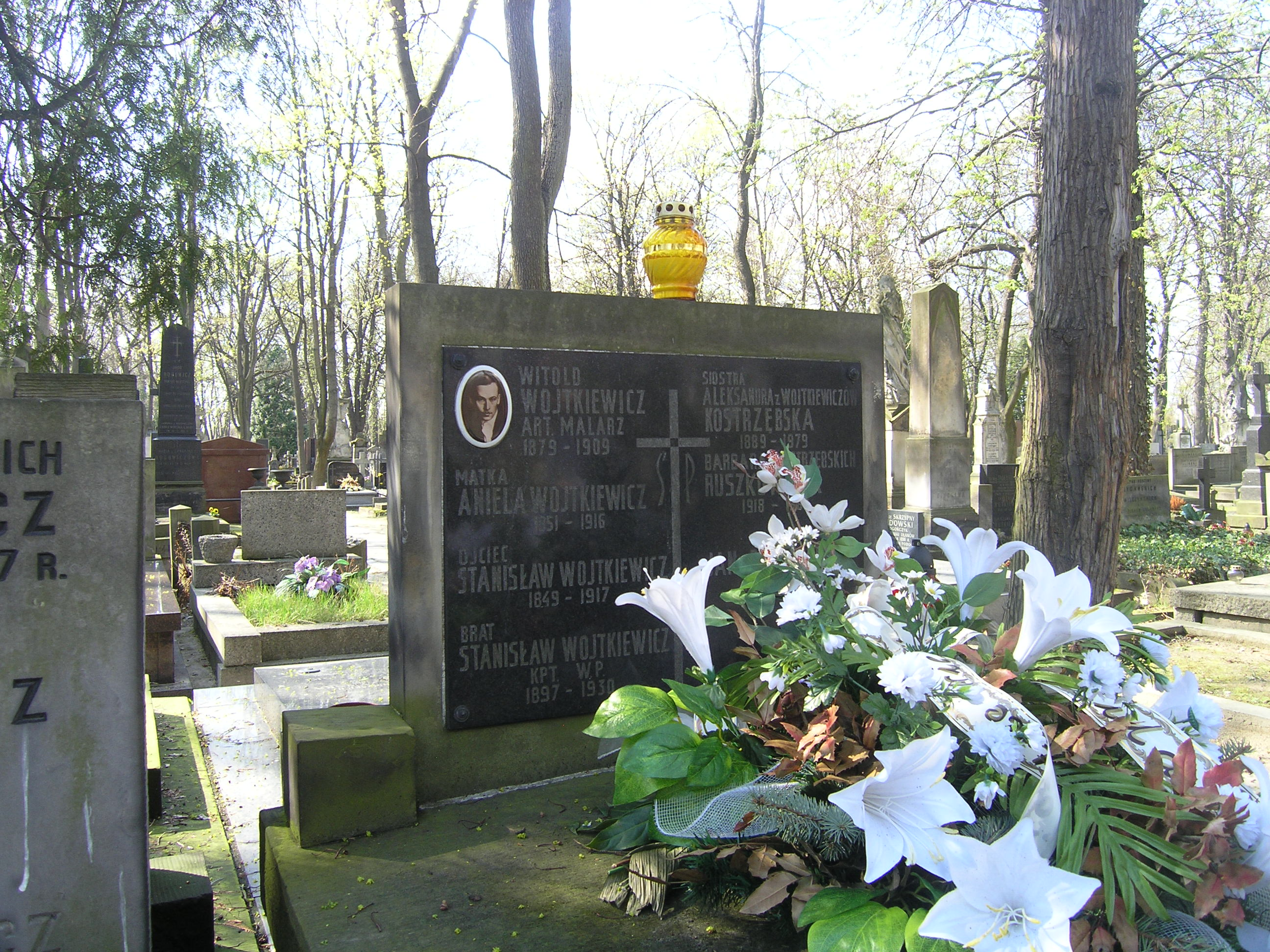
Grób Witolda Wojtkiewicza na Starych Powązkach w Warszawie (stan na kwiecień 2012)

W swych pracach łączył groteskę z liryzmem. Jego twórczość ewoluowała i stopniowo wykształciła osobisty, wysoce oryginalny przekaz artystyczny. Przez niektórych – jak np. Tadeusza Kantora – uważany za najbardziej oryginalnego malarza polskiego XX wieku. Nieocenione zasługi w popularyzacji twórczości Wojtkiewicza położyli dwaj jego monografiści: Jerzy Ficowski i Wiesław Juszczak. Piękny wiersz, wyrażający istotę jego malarstwa, poświęcił mu Tadeusz Różewicz. Prace Wojtkiewicza znajdują się między innymi w Muzeum Narodowym w Warszawie, Krakowie i Poznaniu, a także w Muzeum Górnośląskim w Bytomiu. Największa jak dotąd wystawa monograficzna Wojtkiewicza odbyła się w roku 1976 w Muzeum Narodowym w Krakowie.
W marcu 2012 odzyskano jego obraz Orszak, z cyklu Z dziecięcych póz utracony w czasie II wojny światowej.
Jego twórczość układa się w cztery cykle tematyczne:
- Szkice tragikomiczne (1903–1904)
- Cyrki (1905–1907)
- Monomanie (1906)
- Ceremonie (1908)

Ważniejsze dzieła:
- Krucjata dziecięca (1909)
- Fantazja (1906)
- Cyrk wariatów (1906)
- Wegetacja (Emeryci) (1906)
- Lalki (1906)
- Cyrk (Przed teatrzykiem) (1906–1907)
- Marionetki (1907)
- Porwanie królewny (1908)
- Swaty (1908)
- Rozstanie (1908)
- Popielec (1908)

## Upamiętnienie
- Od 1997 roku Zarząd Okręgu Krakowskiego ZPAP przyznaje Nagrodę im. Witolda Wojtkiewicza żyjącemu polskiemu artyście (malarstwo, grafika lub rysunek) za najlepszą wystawę indywidualną w danym roku[5].

## Galeria

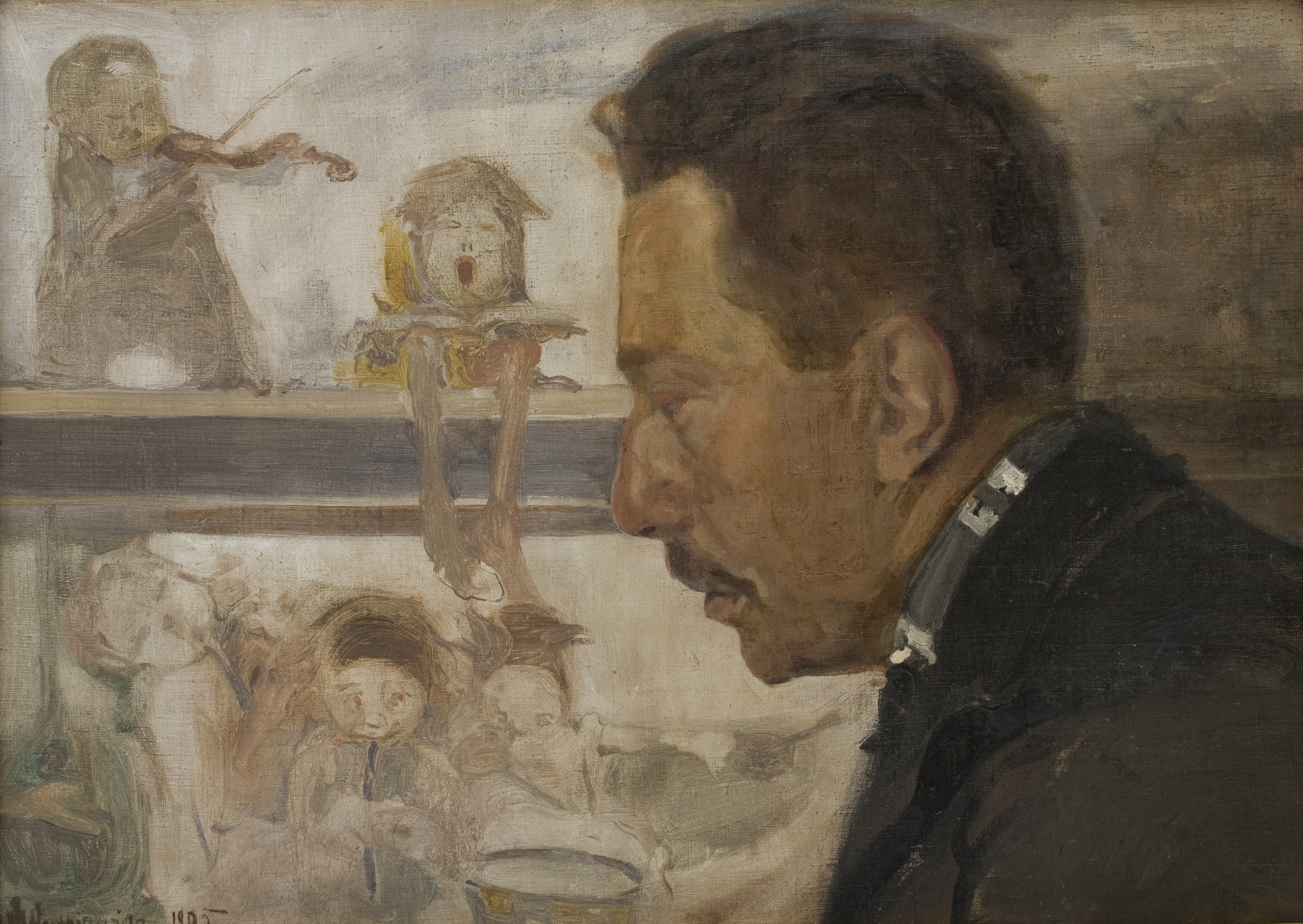
Portret muzyka (kompozytor krakowski Bolesław Raczyński), przed 1905, Muzeum Narodowe w Krakowie
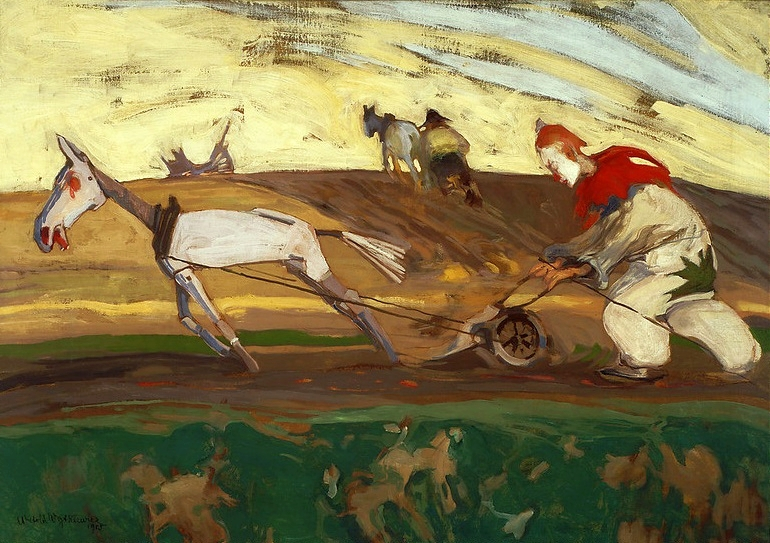
Orka, 1905
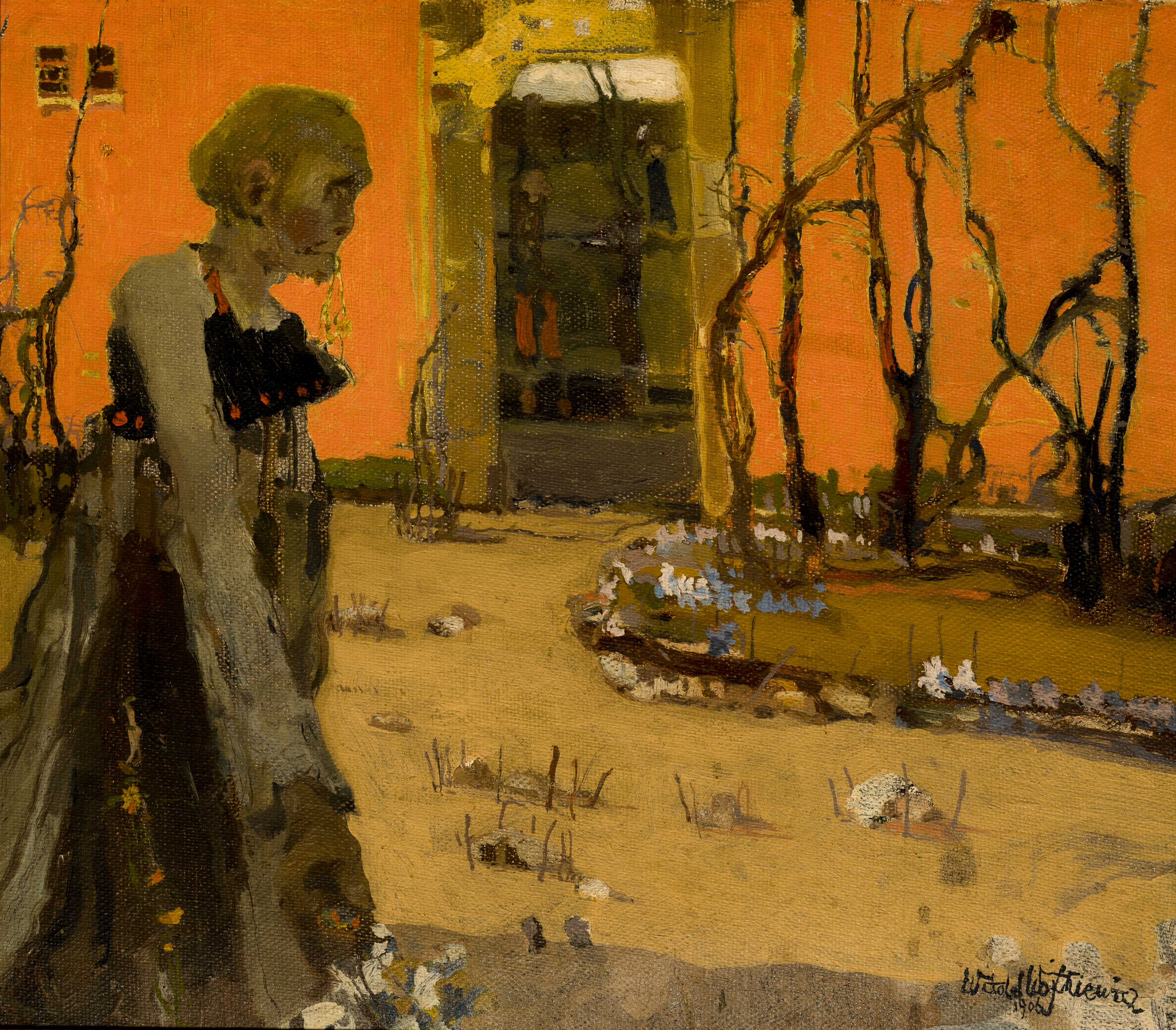
Fantazja, 1906, Muzeum Narodowe w Krakowie
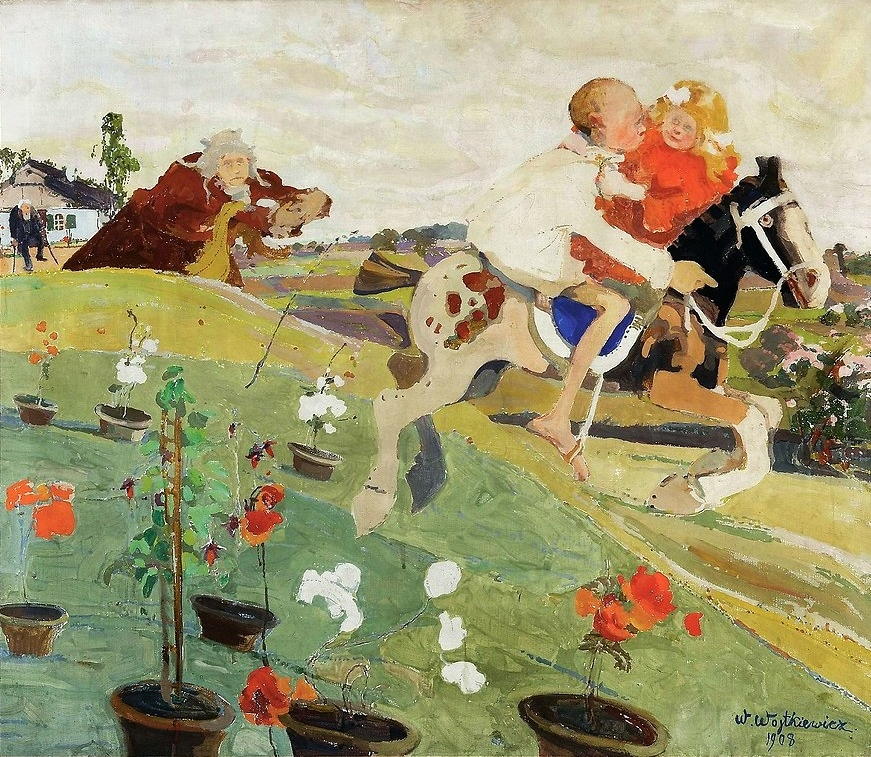
Porwanie królewny (Ucieczka), 1908
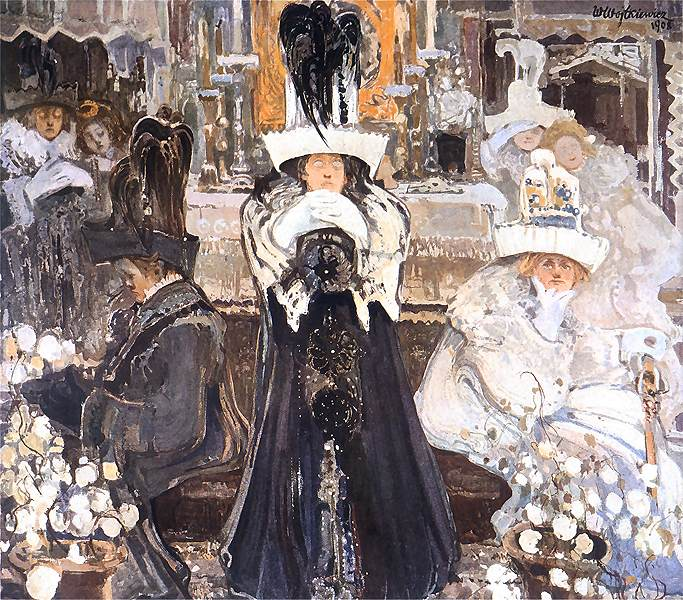
Medytacje. Popielec, 1908